# Баллиноккан
Баллиноккан (англ. Ballyknockan; ирл. Buaile an Chnocáin) — деревня в Ирландии, находится в графстве Уиклоу (провинция Ленстер). Был известен из-за гранитных карьеров, существовавших здесь с 1880-х.